# Messor
|  | No s'ha de confondre amb Messor (formiga). |

Messor és un cràter sobre la superfície del planeta nan Ceres, situat amb el sistema de coordenades planetocèntriques a 52.41 ° de latitud nord i 237.52 ° de longitud est. Fa un diàmetre de 40 km. El nom va ser fet oficial per la UAI el quatre de desembre del 2015 i fa referència a Messor, déu de la collita i de la sega de blat de la mitologia romana.